# Микаэл I Себастаци
Микаэл I Себастаци (арм. Միքայել Ա Սեբաստացի; ? — 1576) — видный деятель Армянской апостольской церкви. Верховный Патриарх и Католикос всех армян (1567—1576), епископ Севастийский.

## Биография
Год рождения — неизвестен. Возможно, родился в Себастии, на что указывает его имя.
С 1542 года — сопредстоятель католикоса всех армян Степаноса V Салмастеци. В 1547 году тот назначил его своим заместителем. Заступил на место Степаноса V в 1567 году. По мнению специалистов, Микаэл Себастаци стал первым католикосом на троне в 1567 году. Его сопредседателями были католикос Барсег III и Григорий XII. Однако Барсег III умер в 1567 году, и его место занял Микаэль Себастаци.
Как и предшественник Микаэл Себастаци был верен учению о первенстве Папы Римского в Церкви. Ещё до своего избрания в письме Папе Римскому Пию IV писал:

Всякий из нас, кто не исповедует верховенство Престола Петра, а Римского Понтифика не признает главой и отцом всего мира и наследником ключей, совершает отступничество от Евангелия, от Иерусалима, от Престола Св. Григора Просветителя в Эчмиадзине.
Один из видных деятелей армянского освободительного движения XVI века. Участвовал в тайных переговорах 1547 года с армянскими князьями, в ходе которых обсуждался план восстания против османского и персидского владычества.
В 1562 году в Себастии состоялся тайный совет во главе с католикосом Микаэлом I Себастаци, в котором участвовал также Абгар Дпир.
Обеспокоенный судьбой армянского народа в 1563 году направил письмо Папе Римскому, начальными словами которого были «Мы, армяне, находящиеся в рабстве у турок и персов», доказывающие, что борьба армян направлена как против турок, так и против персов. Заявление Католикоса вызвало интерес Папы.
Католикос отправил делегацию в Рим во главе с Абгаром Тохатеци для рассмотрения религиозных вопросов и проблемы освобождении Армении.
Внёс большой вклад в развитие армянского печати, по его поручению Абгар Дпир) в 1565 году основал в Венеции при Армянской Свято-Николаевской церкви типографию, которая издавала книги на армянском языке.